# İmambayıldı
İmambayıldı (en turc, literalment vol dir que l'imam es desmaia, metafòricament li va agradar molt) és un plat d'albergínia de la cuina turca que es fa al forn. Les albergínies, prèviament fregides, es farceixen amb cebes tallades primes caramel·litzades (vegeu karnıyarık) i s'acaben de cuinar al forn.

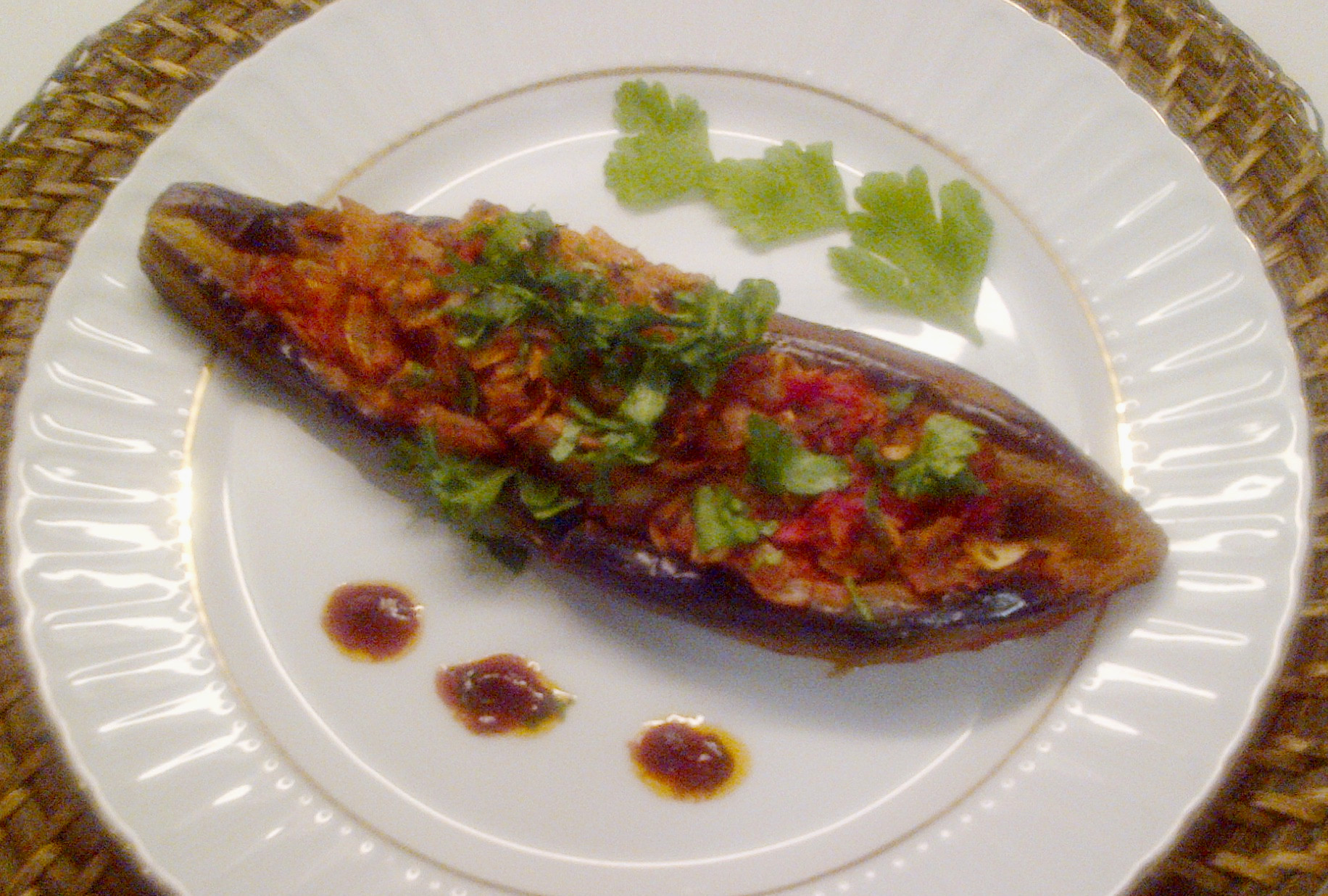
İmambayıldı casolà
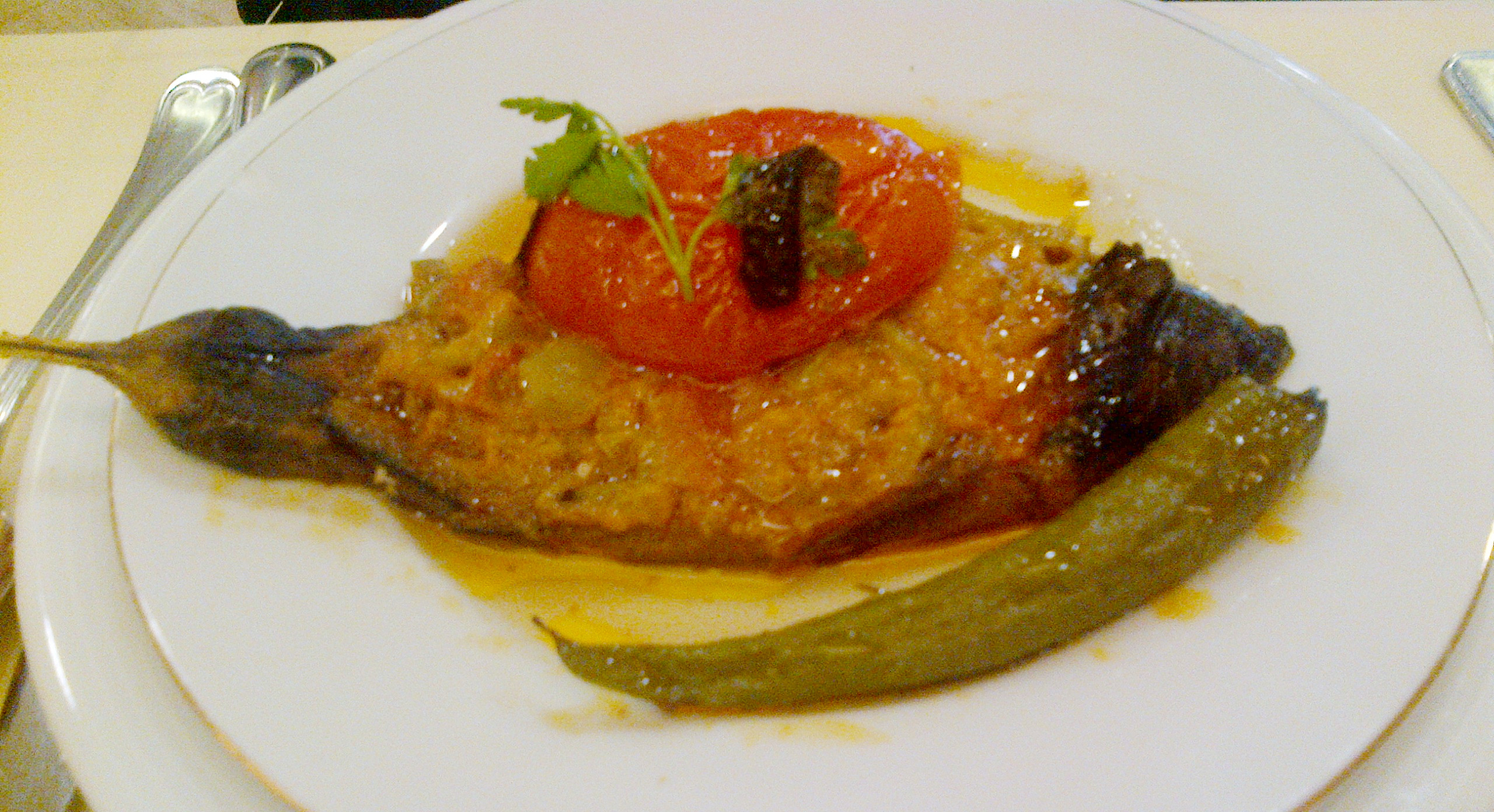
İmambayıldı en un restaurant

Aquest plat, com els altres plats fets amb oli d'oliva a Turquia, normalment es menja fred, de manera que es considera un meze o entrant.